# Aphra Behn
Aphra Behn (született Aphra Amis,, Wye, Kent, 1640 körül – London, 1689. április 16.) angol költőnő, dráma- és regényíró. Az első költőnő, aki az irodalomból kereste kenyerét. Legalább tizenkilenc színdarabot írt, sok közülük jelentős sikert aratott. Fiatalkorában rövid ideig a dél-amerikai Surinam gyarmaton élt családjával, egészen a gyarmat 1658-as hollandok által történt elfoglalásáig. Ma legismertebb műve, az Oroonoko című regény ottani tapasztalatait használja fel.

## Élete
Wye-ban született, Kentben 1640 körül. Szülei, akikről korábban azt hitték, hogy John és Amy Johnson, valójában John és Amy Amis voltak, és volt egy fivére is, Peter, aki talán az ikertestvére lehetett. Mi több már azt is tudjuk, hogy az apja, nem is borbély volt, hanem sokkal magasabb társadalmi állású személy – tekintve a tényt, hogy Aphra Behn feltehetőleg helyesen mondta, hogy amikor 16 éves volt, az apját kijelölték Surinam főhadnagy kormányzójává, és az egész család vele ment Dél-Amerikába. Mindazonáltal akár meghalt az apja a tengeri úton, akár nem, valószínűnek tűnik, hogy jó néhány évet eltöltött Surinamban, és az anya és a gyermekei kaptak ott lakhatást és megélhetést, amíg a hollandok el nem foglalták Surinamot 1658-ban. Mindenesetre akkortájt ment férjhez Londonban egy Behn nevű németalföldi származású kereskedőhöz. Egy darabig úgy tűnt, hogy vagyonos volt. Azután 1665-ben a férje meghalt, és Aphra teljesen nincstelen lett, habár azóta se jött rá senki, hogy a férje miért nem hagyott hátra neki semmit.
Mivel hűséges királypárti volt, II. Károly udvarához fordult segítségért, és titkos ügynökként Németalföldre küldték, ebben a vonatkozásban holland neve hasznosnak bizonyult. Egy évig Antwerpenben élt az Astrea fedőnév alatt küldve haza hasznos információkat. Fedőneve az irodalmi körökben becenevévé vált. A kormány rendkívül aljasul bánt vele: nem fizették meg a szolgálatait, és kötelezték, hogy térjen vissza Londonba, ahol az adósok börtönében raboskodott, amíg meg nem érkezett a fizetési hátraléka.
Aphra Behn magát elsősorban költőnek tartotta, és választékos lírai tehetsége volt; de a pénzkereset módja a színdarabok írása volt, ezért írt színdarabokat. A regény népszerű műfajként való feltűnésével regényeket is elkezdett írni. Kisebb sikerei voltak egészen a The Rover megjelenéséig 1677-ben.
Senki nem tudja hány szeretője volt, és nem is számít. Az egyetlen név, amely ránk maradt John Hoyle-é, aki összetörte a szívét, és akihez Aphra a megérintő Levelek egy úriemberhez c. munkáját írta. Ötven éves kora előtt halt meg, ízületi gyulladás és az orvosa hibája okozta halálát. Westminster Abbey Költők Sarkában temettek el.

## Művei

### Színpadi művei
- The Rover (1677)
- The Feigned Courtesans (1679)
- The Lucky Chance (1686)
- The Emperor of the Moon (1687)[12]

### Prózai művei
- Love-Letters Between a Nobleman and his Sister (1684–1687)[13]
- Oroonoko (1688)

### Szakirodalom
Aphra Behn In: British authors before 1800. A biographical Dictionary edited by: Stanley J. Kunitz and Howard Haycraft. New York. The H. W. Company. 1962. 35–37.